# 澳門數碼地面電視廣播
澳門地面數字電視廣播由2008年7月15日開始，澳門廣播電視股份有限公司採用中國的數碼電視廣播DMB-T/H制式廣播節目，並於2010年10月所有頻道由制作到播出實現全面數字化。數碼電視廣播的優點是無鬼影、無雪花，以及能提供更多電視頻道以供選擇；缺點是因數碼量化加上畫面位元率不夠高產生馬賽克現象，以及遇到接收不良時會出現起格甚至定格的情況（廣播業把這個情況稱為懸崖效應）。
澳門的無線類比信號於2023年6月30日凌晨0時停播。而公共天線類比訊號於2025年2月28日上午11時停播。

## 發展歷程

### 籌備（2008年以前）

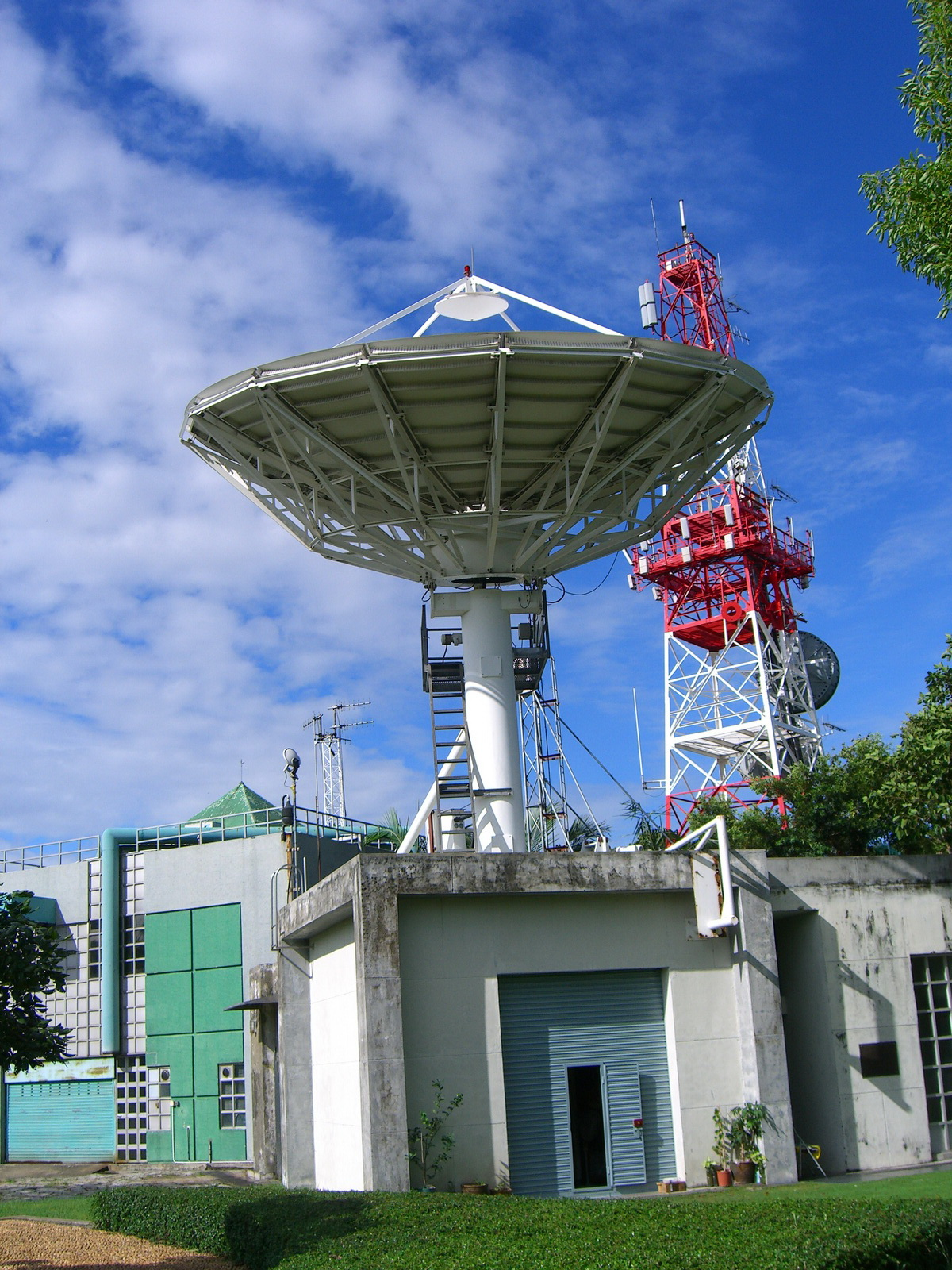
位於東望洋山山頂的澳門電視台地面電視信號發射站。前方之衛星天線只作收發該台之衛星信號，後方的發射塔則是用於廣播澳門半島範圍內之地面電視(模擬及數碼)信號。

2008年3月25日，澳廣視官方宣佈，會在年內推出數碼地面電視廣播，計劃共有三個頻道，其中一個是澳視高清台，發射站計劃在旅遊塔。

### 試播（2008年7月15日至2009年10月4日）
2008年7月14日開始發射信號，使用498Mhz（UHF頻道24），與香港一樣使用中國標準DMB-T/H制式及使用多載波。唯一不同的是，澳門電視台自製頻道視訊編碼均為MPEG2，而轉播頻道視訊編碼均為H.264。即只需要購置香港基本版解碼器，就能欣賞澳視高清的節目，但基本版無法收看香港兩家電視台（無線電視、亞洲電視）新增的標清及高清頻道，包括無線電視的J2、互動新聞台、高清翡翠台和亞洲電視亞洲高清台，只收看到“原四台”（翡翠台、明珠台、本港台、國際台四台）及澳門三台。澳廣視表示，現時的數字廣播為內部測試階段，預計月底及奧運期間，高清信號會逐步成為獨立的新頻道「澳視高清台」。
2009年3月25日，澳廣視表示，全新的數碼地面廣播頻道澳視生活台、澳視體育台，預計會在2009年10月啟播。而目前澳視高清台是否已經啟播了，還是處於試播階段，此仍然較為含糊，因澳視高清台從上年發射訊號之今並沒有標示出試播的提示，而其公司亦從未提及過澳視高清台已經啟播。但在澳廣視年度報告中提出澳視高清作出為期一年的試播，該頻道試播之初，質素連VCD都不如。其後於2009年6月25日試播完畢，其部份畫面畫質稍有改善，如新聞和自製節目，但外購節目或其他時段畫質依然含糊，而休台時會播放一張澳門大三巴的高清照片及播出澳門電台。

### 啟播（2009年10月4日至今）
2009年9月24日澳廣視宣布2009年底會增設多三個數碼地面電視的標清節目體育台、生活台及轉播CCTV-4後來改為轉播CCTV-13，另外未來可能會轉播香港的“原四台”。2009年10月1日國慶60週年時正式開始轉播。
2009年11月，澳廣視已經完成新數字頻道的啟播規劃，各頻道統轄為澳門電視台。澳門電視台網絡包括六個數碼地面電視頻道和一個衛星電視頻道。此後，澳廣視與大陸的電視媒體繼續深化合作關係。2010年7月15日，澳廣視開始轉播CCTV-NEWS和湖南衛視國際頻道。2011年4月1日，澳廣視開始轉播海峽衛視。2011年11月1日，澳廣視開始轉播CCTV-9（英文版）。2016年12月20日，澳廣視開始轉播CCTV-1（港澳版）。目前澳廣視、無線電視、亞洲電視及深圳廣電數碼頻道的數碼訊號經公天自行接收後放進自家公天網絡，亦有公共天線公司更將深圳數碼頻道的廣播信號放在其網絡中。已購置升級版機頂盒的澳門市民可自行重新搜台，內有標清頻道“澳門電視台”、高清頻道“澳視高清台”及“葡文台”三條頻道。
另外，使用模擬電視的澳門市民可自行重新搜台，會收到各公天公司將數碼新頻道轉化成模擬訊號的頻道，包括無線電視的J2台、互動新聞台、高清翡翠台和亞洲電視亞洲高清台的模擬訊號，但是這些模擬訊號裡只有單聲道，字幕時有時無，不支持多種語言、立體聲或環繞聲廣播、MHEG-5互動功能、EPG節目表等功能。此作為未有購置機頂盒而又想看新頻道的市民，提供臨時的過渡方案。高清電視頻道“澳視高清”，在畫質方面，實際上就是用4：3的模擬畫面直接拉闊，改變到16：9，根本無法與全高清畫質作比較，連標清畫面都不如，雖仍有改善的空間，但由於澳門市場狹小，可能還需要一段時間。
2012年9月2日澳視生活台停播，翌日被澳門資訊台取代。

### 澳廣視高清化製播
2015年3月2日，澳視澳門、澳視葡文、澳門資訊、澳門-MACAU 衛星頻道，全面改為16:9標清制式播映（澳視高清除外）。
2016年7月11－12日，澳視澳門、澳視葡文、澳門資訊、澳門-MACAU 衛星頻道、澳視高清、澳視體育，全面改為H.264視訊編碼，並且除澳視高清外其餘五個頻道均改為高清格式播映。
2016年12月20日，澳门回归18周年之际，中国中央电视台综合频道正式面向澳门落地播出，并于2017年5月29日改与香港播放版本同步。
2017年12月20日，澳廣視開始轉播东南卫视。
2018年2月8日，澳廣視開始轉播广东广播电视台国际频道。
2019年12月17日，澳廣視開始轉播央視體育頻道。
2023年6月，CCTV-1（港澳版）、CCTV-13、CGTN及CGTN Documentary等四條轉播頻道改為高清播出。

## 地面數碼電視研究及測試中心
2010年9月20日，澳門「地面數字電視研究及測試中心」正式啟用。澳門理工學院院長李向玉和澳門特區政府電信管理局局長陶永強主持揭幕儀式。
這一測試中心是由澳門特區政府電信管理局與澳門理工學院合作設立的。其主要目的是測試相關產品是否具備合乎接收澳門地面數字電視節目的技術標準，若通過測試，電信管理局會將合格產品名單公佈在該局網站上，供市民購買時作參考。同時，中心的設立亦能促進澳門高等院校的科研發展。
李向玉說，信息科技是知識密集型行業，若與優質的高等教育配合，可發展成為澳門新的產業支柱。學院希望通過與電管局合辦研發及測試中心，讓師生進一步了解先進的地面數字電視科研及測試技術，了解業界對數字電視的需求，以及與世界各地科研人員進行技術交流，藉此為澳門社會培養優質的科研人才及提高本地區的科研水平，並為推動澳門地面數字電視的普及做出貢獻。
陶永強說，隨著科技的不斷發展，地面數字電視廣播技術已有逐漸取代地面模擬廣播電視技術的趨勢。設立測試中心，正是希望通過測試，為居民選購相關產品時提供參考。

## 頻道名單
| 轉播頻道 |

### 現有頻道
| 頻道編號 | 名稱                   | 所屬電視台         | 啟播日期       | 內容                                                                                  | 廣播語言                             | 發射頻道 | 音效制式／聲軌數目／聲道／音頻位元速率               | 視訊制式／視訊位元速率 | 寬高比／解像度     |
| -------- | ---------------------- | ------------------ | -------------- | ------------------------------------------------------------------------------------- | ------------------------------------ | -------- | ---------------------------------------------------- | ---------------------- | ------------------ |
| 71       | 中國中央電視台綜合頻道 | 中國中央電視台     | 2016年12月20日 | 轉播中國中央電視台綜合頻道（港澳版）                                                  | 普通話                               | 43       | MP2／1聲軌 ①2.0聲道／128 kbit/s                      | H.264 1.4-3.0 Mbit/s   | 16:9 HD 1920x1080i |
| 72       | 中國中央電視台新聞頻道 | 中國中央電視台     | 2009年10月1日  | 轉播中國中央電視台新聞頻道                                                            | 普通話                               | 43       | MP2／1聲軌 ①2.0聲道／128 kbit/s                      | H.264 1.4-3.0 Mbit/s   | 16:9 HD 1920x1080i |
| 73       | 中國環球電視網 (主频)  | 中國環球電視網     | 2010年7月15日  | 轉播中國環球電視網主頻道                                                              | 英語                                 | 43       | MP2／1聲軌 ①2.0聲道／128 kbit/s                      | H.264 1.4-3.0 Mbit/s   | 16:9 HD 1920x1080i |
| 74       | 中國環球電視網紀錄頻道 | 中國環球電視網     | 2011年11月1日  | 轉播中國環球電視網紀錄頻道                                                            | 英語                                 | 43       | MP2／1聲軌 ①2.0聲道／128 kbit/s                      | H.264 1.4-3.0 Mbit/s   | 16:9 HD 1920x1080i |
| 75       | 海峽衛視               | 福建省廣播影視集團 | 2011年4月1日   | 轉播海峽衛視                                                                          | 普通話                               | 37       | MP2／2聲軌 ①2.0聲道／128 kbit/s ②2.0聲道／128 kbit/s | H.264 1.4-3.0 Mbit/s   | 16:9 SD 720x480i   |
| 76       | 湖南广播电视台國際頻道 | 湖南廣播電視台     | 2010年7月15日  | 轉播湖南衞視國際頻道                                                                  | 普通話                               | 37       | MP2／2聲軌 ①2.0聲道／128 kbit/s ②2.0聲道／128 kbit/s | H.264 1.4-3.0 Mbit/s   | 16:9 SD 720x480i   |
| 77       | 东南衛視               | 福建省廣播影視集團 | 2017年12月20日 | 轉播东南衛視                                                                          | 普通話                               | 22       | MP2／1聲軌 ①2.0聲道／128 kbit/s                      | H.264 3.5 Mbit/s       | 16:9 SD 720x576i   |
| 79       | 中国中央电视台体育频道 | 中國中央電視台     | 2019年12月17日 | 轉播中央广播电视总台央视体育频道                                                      | 普通話                               | 21       | MP2／1聲軌 ①2.0聲道／256 kbit/s                      | H.264 6.2-6.3 Mbit/s   | 16:9 HD 1920x1080i |
| 91       | 澳視澳門台             | 澳廣視             | 2009年10月1日  | 粵語綜合頻道                                                                          | 粵語                                 | 24       | MP2／2聲軌 ①2.0聲道／192 kbit/s ②2.0聲道／192 kbit/s | H.264 4.6-6.8 Mbit/s   | 16:9 HD 1920x1080i |
| 92       | 澳視葡文台             | 澳廣視             | 2009年10月1日  | 葡語綜合頻道 部份時間轉播葡萄牙廣播電視公司国际频道                                   | 葡語、英語                           | 24       | MP2／2聲軌 ①2.0聲道／192 kbit/s ②2.0聲道／192 kbit/s | H.264 2.9-3.8 Mbit/s   | 16:9 HD 1920x1080i |
| 93       | 澳門體育台             | 澳廣視             | 2009年10月9日  | 體育節目頻道 每日上午7時至翌日凌晨1時播放                                             | 粵語                                 | 48       | MP2／2聲軌 ①2.0聲道／192 kbit/s ②2.0聲道／192 kbit/s | H.264 7.0-9.8 Mbit/s   | 16:9 HD 1920x1080i |
| 94       | 澳門資訊台             | 澳廣視             | 2012年9月3日   | 新聞及財經資訊節目                                                                    | 粵語、普通話                         | 24       | MP2／2聲軌 ①2.0聲道／192 kbit/s ②2.0聲道／192 kbit/s | H.264 4.6-6.8 Mbit/s   | 16:9 HD 1920x1080i |
| 95       | 澳門綜藝台             | 澳廣視             | 2019年10月1日  | 綜合娛樂頻道 綜藝、體育賽事、紀錄片、戲劇和電影節目，亦會播出中國中央電視台的綜藝節目 | 粵語、普通話                         | 48       | MP2／2聲軌 ①2.0聲道／192 kbit/s ②2.0聲道／192 kbit/s | H.264 7.0-9.8 Mbit/s   | 16:9 HD 1920x1080i |
| 96       | 澳門-MACAU             | 澳廣視             | 2009年10月1日  | 衛星頻道 新聞及資訊、本地製作、藝術、文化、教育及綜藝節目                             | 粵語、普通話、葡語、英語             | 24       | MP2／2聲軌 ①2.0聲道／192 kbit/s ②2.0聲道／192 kbit/s | H.264 2.9-3.7 Mbit/s   | 16:9 HD 1920x1080i |
| 97       | 澳門電台               | 澳廣視             | 2018年2月16日  | 聲軌同步轉播澳門電台 聲軌一：中文頻道 聲軌二：葡文頻道                                | 粵語、普通話、葡語、他加祿語、印尼語 | 48       | MP2／2聲軌 ①2.0聲道／128 kbit/s ②2.0聲道／128 kbit/s | H.264 2.8 Mbit/s       | 16:9 HD 1920x1080i |

### 已停播頻道
| 頻道編號 | 名稱                   | 所屬電視台     | 啟播日期       | 停播日期      | 內容                                                                      | 停播原因         | 廣播語言           | 發射頻道 | 音效制式／聲軌數目／聲道／音頻位元速率               | 視訊制式／視訊位元速率 | 寬高比／解像度     |
| -------- | ---------------------- | -------------- | -------------- | ------------- | ------------------------------------------------------------------------- | ---------------- | ------------------ | -------- | ---------------------------------------------------- | ---------------------- | ------------------ |
| 94       | 澳視生活台             | 澳廣視         | 2009年10月26日 | 2012年9月2日  | 劇集及綜藝節目 每日下午4時至翌日凌晨2時播出                               | 被澳門資訊台取代 | 粵語               | 24       | MP2／1聲軌 ①2.0聲道／192 kbit/s                      | MPEG-2 4.6 Mbit/s      | 4:3 SD 720x480i    |
| 95       | 澳視高清台             | 澳廣視         | 2008年7月15日  | 2019年10月1日 | 高清頻道 大部份節目和澳視澳門作同步播放，亦會播出中國中央電視台的綜藝節目 | 被澳門綜藝台取代 | 粵語、普通話       | 48       | MP2／2聲軌 ①2.0聲道／192 kbit/s ②2.0聲道／192 kbit/s | H.264 14 Mbit/s        | 16:9 HD 1920x1080i |
| 78       | 广东广播电视台国际频道 | 广东广播电视台 | 2018年2月8日   | 2023年10月9日 | 轉播广东广播电视台国际频道 聲軌二：轉播珠江經濟廣播電台                   |                  | 普通話、粵語、英語 | 37       | MP2／2聲軌 ①2.0聲道／192 kbit/s ②2.0聲道／256 kbit/s | MPEG-2 4.1 Mbit/s      | 4:3 SD 720x576i    |

## 頻率表
可以通過自行架設天線以透過大氣電波接收以下頻道：
| 頻道編號 | 頻率範圍（MHz） | 數碼電視頻道（發射站）                                                                |
| -------- | --------------- | ------------------------------------------------------------------------------------- |
| 21       | 470-478         | 深圳卫视HD、深圳都市HD                                                                |
| 22       | 478-486         | HOY國際財經台、HOY TV、HOY資訊台                                                      |
| 23       | 486-494         | CCTV-9、CCTV-11、CCTV-17、CGTN                                                        |
| 24       | 494-502         | 澳視澳門台、澳視葡文台、澳門資訊台、澳門-MACAU                                        |
| 25       | 502-510         | 广东卫视HD（石景山公园）                                                              |
| 26       | 510-518         |                                                                                       |
| 27       | 518-526         | 港台電視31、港台電視32、港台電視33、港台電視34                                        |
| 28       | 526-534         |                                                                                       |
| 29       | 534-542         | 港台電視35                                                                            |
| 30       | 542-550         |                                                                                       |
| 31       | 550-558         | CCTV-1、CCTV-2、CCTV-4、CCTV-10、CCTV-12、CCTV-13、CCTV-14、CCTV-15、中央人民广播电台 |
| 32       | 558-566         |                                                                                       |
| 33       | 566-574         |                                                                                       |
| 34       | 574-582         |                                                                                       |
| 35       | 582-590         | TVB Plus、無綫新聞台、明珠台、鳳凰衛視香港台                                          |
| 36       | 590-598         |                                                                                       |
| 37       | 598-606         | 翡翠台、ViuTVsix、ViuTV                                                               |
| 38       | 606-614         |                                                                                       |
| 39       | 614-622         |                                                                                       |
| 40       | 622-630         | 广东珠江、广东新闻、广东经济科教、广东体育、中山綜合（五桂山）                        |
| 41       | 630-638         | 珠海广播电视台ZHTV-1高清（石景山公园）                                                |
| 42       | 638-646         |                                                                                       |
| 43       | 646-654         | CCTV-1港澳版、CCTV-13、CGTN、CGTN Documentary                                         |
| 44       | 654-662         |                                                                                       |
| 45       | 662-670         | 深圳移动电视1、2、5台、CCTV13                                                         |
| 46       | 670-678         | CCTV-9、CCTV-11、CCTV-17、CGTN、CCTV-1 HD（梧桐山）                                   |
| 47       | 678-686         |                                                                                       |
| 48       | 686-694         | 澳門體育台、澳門綜藝台、澳門電台                                                      |
| 49       | 694-702         |                                                                                       |
| 50       | 702-710         |                                                                                       |
| 51       | 710-718         |                                                                                       |
| 52       | 718-726         |                                                                                       |
| 53       | 726-734         |                                                                                       |
| 54       | 734-742         |                                                                                       |
| 55       | 742-750         |                                                                                       |
| 56       | 750-758         |                                                                                       |
| 57       | 758-766         |                                                                                       |
| 58       | 766-774         |                                                                                       |
| 59       | 774-782         |                                                                                       |
| 60       | 782-790         |                                                                                       |
| 61       | 790-798         |                                                                                       |
| 62       | 798-806         |                                                                                       |

## 注脚
1. ↑  本欄列出的是該頻道在數碼地面電視廣播播開始提供服務的日期，而有關頻道的正式啟播日期，請參考各主條目。